# 1 E12 m²
 (mars 2025).
- Si vous ne connaissez pas le sujet, laissez ce bandeau (vous pouvez alors contacter les auteurs).
- Si vous supprimez le contenu mis en cause (vous pouvez préalablement contacter les auteurs),

argumentez précisément cette suppression dans la page de discussion
(un manque de référence n'est pas un argument ; une recherche réelle de référence doit avoir été effectuée, être formellement documentée).
 (mars 2025).
Motif : Groupe de listes sans sources, uniquement liées entre elles par Modèle:Palette Comparaison ordres de grandeur de surface. Wikipédia:Ce que Wikipédia n'est pas#Un annuaire ou une base de données
- Archive Wikiwix
- Bing
- Cairn
- DuckDuckGo
- E. Universalis
- Gallica
- Google
- G. Books
- G. News
- G. Scholar
- Persée
- Qwant
- (zh) Baidu
- (ru) Yandex
- (wd) trouver des œuvres sur Wikidata

| 1. | Préciser le motif de la pose du bandeau. | Précisez le motif de la pose du bandeau en utilisant la syntaxe suivante : {{admissibilité à vérifier\|date=mars 2025\|motif=remplacez ce texte par le motif}}                |
| 2. | Informer les utilisateurs concernés.     | Pensez à avertir le créateur de l'article, par exemple, en insérant le code ci-dessous sur sa page de discussion : {{subst:avertissement admissibilité à vérifier\|1 E12 m²}} |

Pour aider à comparer les ordres de grandeur des différentes superficies, voici une liste de superficie de l'ordre de 1012 m², soit 1 000 000 km² :
- 1 001 450 km² : Égypte
- 2 166 086 km² : Groenland
- 3 976 372 km² : Union européenne
- 7 686 850 km² : Australie
- 8 511 965 km² : Brésil
- 9 596 960 km² : Chine
- 9 631 418 km² : États-Unis
- 9 984 670 km² : Canada